# Тшиґлув (Західнопоморське воєводство)
Тшиґлув (пол. Trzygłów, нім. Trieglaff) — село в Польщі, у гміні Грифиці Ґрифицького повіту Західнопоморського воєводства.
Населення — 620 осіб (2011).
У 1975-1998 роках село належало до Щецинського воєводства.

## Демографія
Демографічна структура станом на 31 березня 2011 року:
|          | Загалом | Допрацездатний вік | Працездатний вік | Постпрацездатний вік |
| -------- | ------- | ------------------ | ---------------- | -------------------- |
| Чоловіки | 321     | 76                 | 222              | 23                   |
| Жінки    | 299     | 62                 | 189              | 48                   |
| Разом    | 620     | 138                | 411              | 71                   |